# La Meilleure Bobonne
Pour plus de détails, voir Fiche technique et Distribution.
La Meilleure Bobonne est un court métrage français réalisé par Marc Allégret, sorti en 1930.

## Résumé
Un ménage attend un ami, camarade de jeunesse du mari, qui doit subventionner une invention de ce dernier. Madame se dispute avec la bonne qui rend son tablier. Pour sauver les apparences, la maîtresse de maison doit jouer les domestiques, en butte aux avances et provocations de l'invité qui rappelle de surcroît au mari leurs fredaines d'autrefois.

## Fiche technique
- Titre : La Meilleure Bobonne ou les Quatre Jambes
- Réalisation : Marc Allégret, assisté de Claude Heymann
- Scénario, adaptation et dialogue : André Mouëzy-Éon
- Photographie : Théodore Sparkuhl
- Son : Dennis Scanlon (D.F. Scanlon)
- Photographe de plateau : Roger Forster
- Société de production : Les Établissements Braunberger-Richebé
- Société de distribution : Les Artistes associés
- Pays de production : France
- Langue originale : français
- Format : Noir et blanc — 35 mm — 1,33:1 — Son mono
- Genre : Comédie
- Durée : 25 minutes

## Distribution
- Fernandel : Lucien Pivoine, l'inventeur
- Betty Spell : Emma Pivoine, sa femme
- Pierre Darteuil : M. Bouchamiel, le camarade de Lucien
- Madeleine Guitty Zénobie, la bonne

## Autour du film
La Meilleure Bobonne faisait partie d'une série de six courts métrages interprétés par Fernandel, produits par Pierre Braunberger et réalisés Marc Allégret, Jean Tarride et Henry Wulschleger (il n'est pas assuré qu'ils aient tous été réalisés).
Il s’agit de la première apparition de Fernandel sur le grand écran.